# Pseudoprosopis gilletii
Pseudoprosopis gilletii là một loài thực vật có hoa trong họ Đậu. Loài này được (De Wild.) Villiers miêu tả khoa học đầu tiên.